# نمونه قضاوتی
نمونه قضاوتی (به انگلیسی: Judgment sample) یا نمونه کارشناسی (Expert sample) نوعی نمونه غیرتصادفی است که بر اساس نظر کارشناس انتخاب می‌شود. نتایج به‌دست‌آمده از یک نمونه قضاوتی، به دلیل یکسان نبودن چارچوب و جامعه، در معرض درجه‌هایی از سوگیری هستند. این چارچوب فهرستی از تمام واحدها، آیتم‌ها، افراد و غیره است که جامعه مورد مطالعه را تعریف می‌کند. نمونه‌گیری قضاوتی نجیب به ارائه اطلاعات دقیق دربارهٔ مشکلات در به دست آوردن تمایز است. یک نمونه تصادفی سوگیرانهٔ کمتر، اما به‌طور بالقوه اطلاعات خام کمتری را ارائه می‌دهد. افت این سیستم قابل توجه است زیرا هر نمونه غیرتصادفی سوگیری را زیر سؤال می‌برد، که انواع تحلیل‌های آماری را که ممکن است به‌طور منطقی انجام دهید محدود می‌کند، و محدودیت‌های چشمگیری برای توانایی متخصصان برای انتخاب نمونه خوب وجود دارد.